# Chemillé
Chemillé ist eine Ortschaft und ehemalige Gemeinde mit 7550 Einwohnern (Stand: 1. Januar 2022) im französischen Département Maine-et-Loire in der Region Pays de la Loire. Sie gehörte zum Arrondissement Cholet. Die Bewohner werden Chemillois und Chemilloises genannt.
Der Erlass des Präfekten vom 12. November 2012 legte mit Wirkung zum 1. Januar 2013 die Eingliederung von Chemillé als Commune déléguée zusammen mit der früheren Gemeinde Melay zur Commune nouvelle Chemillé-Melay fest.
Der Erlass des Präfekten vom 24. September 2015 legte mit Wirkung zum 15. Dezember 2015 die Eingliederung von Chemillé als Commune déléguée gemeinsam mit Melay und elf bis dahin selbstständigen Gemeinden in die neu gegründete Commune nouvelle Chemillé-en-Anjou fest. Die bisherige Commune nouvelle Chemillé-Melay wurde hiermit aufgelöst.

## Geografie

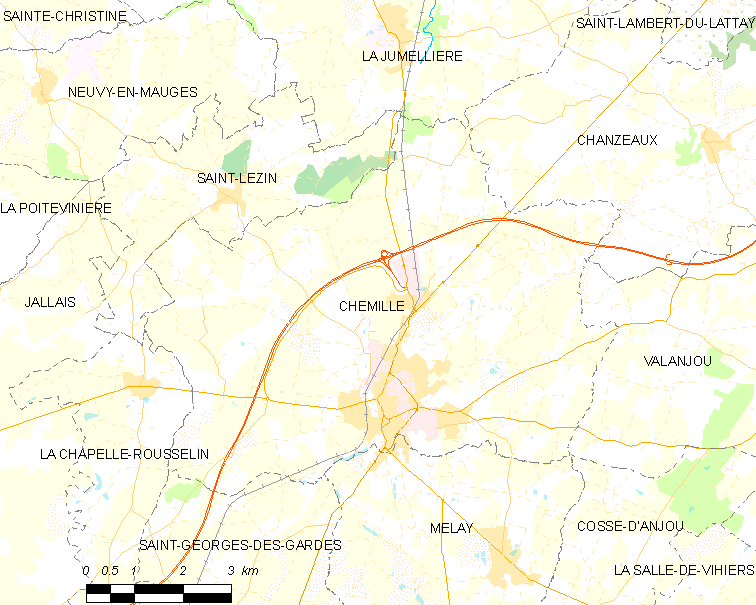
Karte von Chemillé

Chemillé liegt etwa 32 Kilometer südsüdwestlich von Angers, etwa 50 Kilometer westlich von Saumur und etwa 21 Kilometer nordöstlich von Cholet in der Région naturelle der Mauges, Teil der historischen Provinz des Anjou. Das Gebiet von Chemillé liegt im äußersten Südosten des Armorikanischen Massivs inmitten einer hügeligen Landschaft mit Höhen über 100 m westlich des Ortszentrums, das sich auf etwa 95 m beiderseits der Steilufer des Flüsschens Hyrôme befindet.
Umgeben wird Chemillé von acht Communes déléguées von Chemillé-en-Anjou:
| Saint-Lézin           | La Jumellière                               | Chanzeaux     |
| La Chapelle-Rousselin | Kompassrose, die auf Nachbargemeinden zeigt | Valanjou      |
|                       | Melay Saint-Georges-des-Gardes              | Cossé-d’Anjou |

## Toponymie und Geschichte
Der Ortsname deutet auf ein Landgut in gallorömischer Zeit hin, das ein gewisser Camille besaß.
Frühere Formen des Ortsnamens waren:
Camilliacus villa (775), Cella quæ vocatur Camilliacus (844), Camilliaci castrum (1002). Chimilli (circa 1050), Ecclesia S. Marie de Chimilleiaco (1084), Cameliacus (1106–1114), Chimileium (circa 1115), Chimilliacus (1120), Chemilleium (circa 1152), Cameliacensis prior (1153–1159). Chimeleium (1167), Chimillei (1169), Chemilliacus (1201, 1204).
Funde aus der Urgeschichte belegen eine frühe Besiedelung des Ortsgebiets. Neunzehn Äxte aus poliertem Hartgestein und ein Tüllenbeil wurden gefunden.
Das Landgut Camilliacus gehörte 775 der Abtei Saint-Martin in Tours, es wurde 844 mit dem Landgut des Bischofs von Angers zusammengelegt. Zu Beginn des 11. Jahrhunderts wurde es belehnt, wobei der Bischof die Oberhoheit behielt. Der erste Seigneur von Chemillé wird wohl Sigebrand I. sein, der in der Schlacht bei Pontlevoy 1016 die Standarte des Grafen von Anjou trug und in der Schlacht fiel. Das Lehen ging an Pierre I. über, der Mönche des Klosters Marmoutier in das Dorf anlockte, die hier gegen 1040 das Priorat Saint-Pierre gründeten, das ein kleines separates Lehen mit entsprechenden feudalen Rechten (Weinberge, Mühlen, Abgaben) begründen konnten. Das Lehen Chemillé selbst ging nacheinander an Sigebrand II., Pierre II. und Gauvain I. über (1130), welcher den Titel eines Barons erlangte. Die Tochter Gauvains und Erbin, Marguerite de Chemillé (gest. 24. November 1167), heiratete in erster Ehe Geoffroi d’Argenton, dann in einer zweiten Foulques de Candé et du Lion. Daher kam es zu einer doppelten Nachkommenschaft und einer geteilten Thronfolge, die schließlich wieder vereint wurde. Pierre, Enkel von Marguerite, wurde Baron von Chemillé und die Familie behielt das Lehen bis zum 14. Jahrhundert. Chemillé wurde zu Beginn des 13. Jahrhunderts befestigt, im gleichen Zeitraum des Neubaus der Burg, die während eines unbekannten Kriegs in Brand gesteckt worden war. Die Wehranlagen mit einer Höhe von sieben Metern bei einer Mauerdicke von 2,65 Metern verliefen am Ufer der Hyrome. Der Handel florierte, Märkte und Wallfahrten zogen Reisende an. 1569, 1587 und 1591 wurde der Ort von Hugenotten geplündert, 1594 von der Gegenseite in den Hugenottenkriegen unter Führung von Philippe-Emmanuel de Lorraine, Herzog von Mercœur. Dieser ließ dabei die Burg schleifen, die in der Folgezeit nicht wieder restauriert wurde. Der Aufstand der Vendée, der bewaffnete Kampf der royalistisch-katholisch gesinnten Landbevölkerung gegen Repräsentanten und Truppen der Ersten Französischen Republik, gab ihr den Rest. Das Verbliebene wurde 1796 als Nationalgut verkauft.
Das Baronat blieb bis 1555 ein Lehen des Bischofs von Angers, bis die Erbin Philippe in zweiter Ehe Charles de Bourbon, Fürst von La Roche-sur-Yon, heiratete, der das Land zur Grafschaft erhob und damit für eine kurze Zeit in die königliche Lehnbarkeit überging, denn 1581 holte sich der Bischof von Angers die Oberhoheit wieder zurück. Die Grafschaft ging bis zur Französischen Revolution durch Vererbung oder Verkauf in mehrere Hände über.
Der Aufstand der Vendée, der bewaffnete Kampf der royalistisch-katholisch gesinnten Landbevölkerung gegen Repräsentanten und Truppen der Ersten Französischen Republik, traf Chemillé in direkter Weise. Am 11. April 1793 fand die Schlacht von Chemillé statt. Er endete mit dem Sieg der Aufständischen, die den Angriff der Republikaner abwehrten, deren Ziel es war, die kleine Stadt Chemillé einzunehmen.
Im Zweiten Weltkrieg wurde Chemillé 1943 von den Alliierten das erste Mal bombardiert, die weiteren Male am 23. und 24. Juni und am 22. und 27. Juli 1944. Der Bahnhof, der Viadukt und mehrere Häuser waren betroffen.

## Bevölkerungsentwicklung
| Chemillé: Einwohnerzahlen von 1793 bis 2020                                                                                | Chemillé: Einwohnerzahlen von 1793 bis 2020 | Chemillé: Einwohnerzahlen von 1793 bis 2020 | Chemillé: Einwohnerzahlen von 1793 bis 2020 | Chemillé: Einwohnerzahlen von 1793 bis 2020 |
| --- | ------------------------------------------- | ------------------------------------------- | ------------------------------------------- | ------------------------------------------- |
| Jahr |                                             |                                             |                                             | Einwohner                                   |
| 1793 | 1793                                        |                                             | 4.074                                       | 4.074                                       |
| 1800 | 1800                                        |                                             | 3.112                                       | 3.112                                       |
| 1806 | 1806                                        |                                             | 3.188                                       | 3.188                                       |
| 1821 | 1821                                        |                                             | 3.529                                       | 3.529                                       |
| 1831 | 1831                                        |                                             | 3.694                                       | 3.694                                       |
| 1836 | 1836                                        |                                             | 3.888                                       | 3.888                                       |
| 1841 | 1841                                        |                                             | 4.049                                       | 4.049                                       |
| 1846 | 1846                                        |                                             | 4.547                                       | 4.547                                       |
| 1851 | 1851                                        |                                             | 4.722                                       | 4.722                                       |
| 1856 | 1856                                        |                                             | 4.853                                       | 4.853                                       |
| 1861 | 1861                                        |                                             | 4.703                                       | 4.703                                       |
| 1866 | 1866                                        |                                             | 4.414                                       | 4.414                                       |
| 1872 | 1872                                        |                                             | 4.330                                       | 4.330                                       |
| 1876 | 1876                                        |                                             | 4.291                                       | 4.291                                       |
| 1881 | 1881                                        |                                             | 4.420                                       | 4.420                                       |
| 1886 | 1886                                        |                                             | 4.515                                       | 4.515                                       |
| 1891 | 1891                                        |                                             | 4.467                                       | 4.467                                       |
| 1896 | 1896                                        |                                             | 4.365                                       | 4.365                                       |
| 1901 | 1901                                        |                                             | 4.257                                       | 4.257                                       |
| 1906 | 1906                                        |                                             | 4.171                                       | 4.171                                       |
| 1911 | 1911                                        |                                             | 4.270                                       | 4.270                                       |
| 1921 | 1921                                        |                                             | 3.940                                       | 3.940                                       |
| 1926 | 1926                                        |                                             | 4.024                                       | 4.024                                       |
| 1931 | 1931                                        |                                             | 4.123                                       | 4.123                                       |
| 1936 | 1936                                        |                                             | 4.016                                       | 4.016                                       |
| 1946 | 1946                                        |                                             | 4.133                                       | 4.133                                       |
| 1954 | 1954                                        |                                             | 4.195                                       | 4.195                                       |
| 1962 | 1962                                        |                                             | 4.510                                       | 4.510                                       |
| 1968 | 1968                                        |                                             | 4.735                                       | 4.735                                       |
| 1975 | 1975                                        |                                             | 5.108                                       | 5.108                                       |
| 1982 | 1982                                        |                                             | 5.748                                       | 5.748                                       |
| 1990 | 1990                                        |                                             | 6.016                                       | 6.016                                       |
| 1999 | 1999                                        |                                             | 6.169                                       | 6.169                                       |
| 2006 | 2006                                        |                                             | 6.784                                       | 6.784                                       |
| 2013 | 2013                                        |                                             | 7.187                                       | 7.187                                       |
| 2020 | 2020                                        |                                             | 7.384                                       | 7.384                                       |
| Quelle(n): EHESS/Cassini bis 1999, INSEE ab 2006 Anmerkung(en): Ab 1962 offizielle Zahlen ohne Einwohner mit Zweitwohnsitz |                                             |                                             |                                             |                                             |

Der Bevölkerungsrückgang am Ende des 18. und zu Beginn des 19. Jahrhunderts ist eine Folge der Unruhen im Rahmen des Aufstands der Vendée.

## Sehenswürdigkeiten
- Osttor der Burgruine aus dem 12. und 13. Jahrhundert, seit 1976 als Monument historique klassifiziert
- Südliches Ausfalltor der Burgruine aus dem 12. und 13. Jahrhundert, seit 1976 als Monument historique eingeschrieben
- Ruine des Priorats Saint-Pierre, vermutlich aus dem 13. Jahrhundert
- Eine erste Kirche wurde während der Karolingerzeit vor dem achten Jahrhundert gestiftet, vielleicht bereits im fünften Jahrhundert. Chor und Kirchturm der heutigen Kirche Saint-Pierre datieren aus dem 11. Jahrhundert, das Querschiff aus dem 11. und 16. Jahrhundert, das Eingangsportal aus dem 13. Jahrhundert. Die Kirche birgt zahlreiche Ausstattungsgegenstände, die in der Base Palissy gelistet sind, darunter eine große Anzahl, die als Monument historique der beweglichen Objekte klassifiziert sind. Die Kirche ist mit Ausnahme des im 19. Jahrhundert neu errichteten Langhauses und der modernen Seitenschiffe seit 1969 als Monument historique klassifiziert.
- Kirche Notre-Dame mit einem Langhaus aus dem 11. Jahrhundert und Kirchturm und Chor aus dem 12. Jahrhundert. Der Kirchturm ist seit 1862 als Monument historique klassifiziert, der Chor seit 1914, das Langhaus seit 1929 als Monument historique eingeschrieben. Sie birgt im Inneren zahlreiche Wandmalereien, die teilweise verschwunden sind.
- Die dreischiffige Kirche Notre-Dame la Neuve wurde zwischen 1879 und 1884 gebaut, Sie ist seit 2006 als Monument historique eingeschrieben.
- Kapelle (16. Jahrhundert)
- Kirchenruine Saint-Gilles (1794 zerstört)
- Ruine des Kollegiatstifts Saint-Léonard, abgebrannt während des Aufstands der Vendée
- Schloss La Sorinière aus dem 14.–18. Jahrhundert, Kapelle seit 1921 als Monument historique klassifiziert
- Schloss L’Écho aus dem 19. Jahrhundert
- Schloss Les Cloîtres aus der zweiten Hälfte des 19. Jahrhunderts, seit 2012 in Teilen als Monument historique eingeschrieben
- Schloss Salbœuf aus dem 19. Jahrhundert
- Waschhaus aus dem 17. Jahrhundert

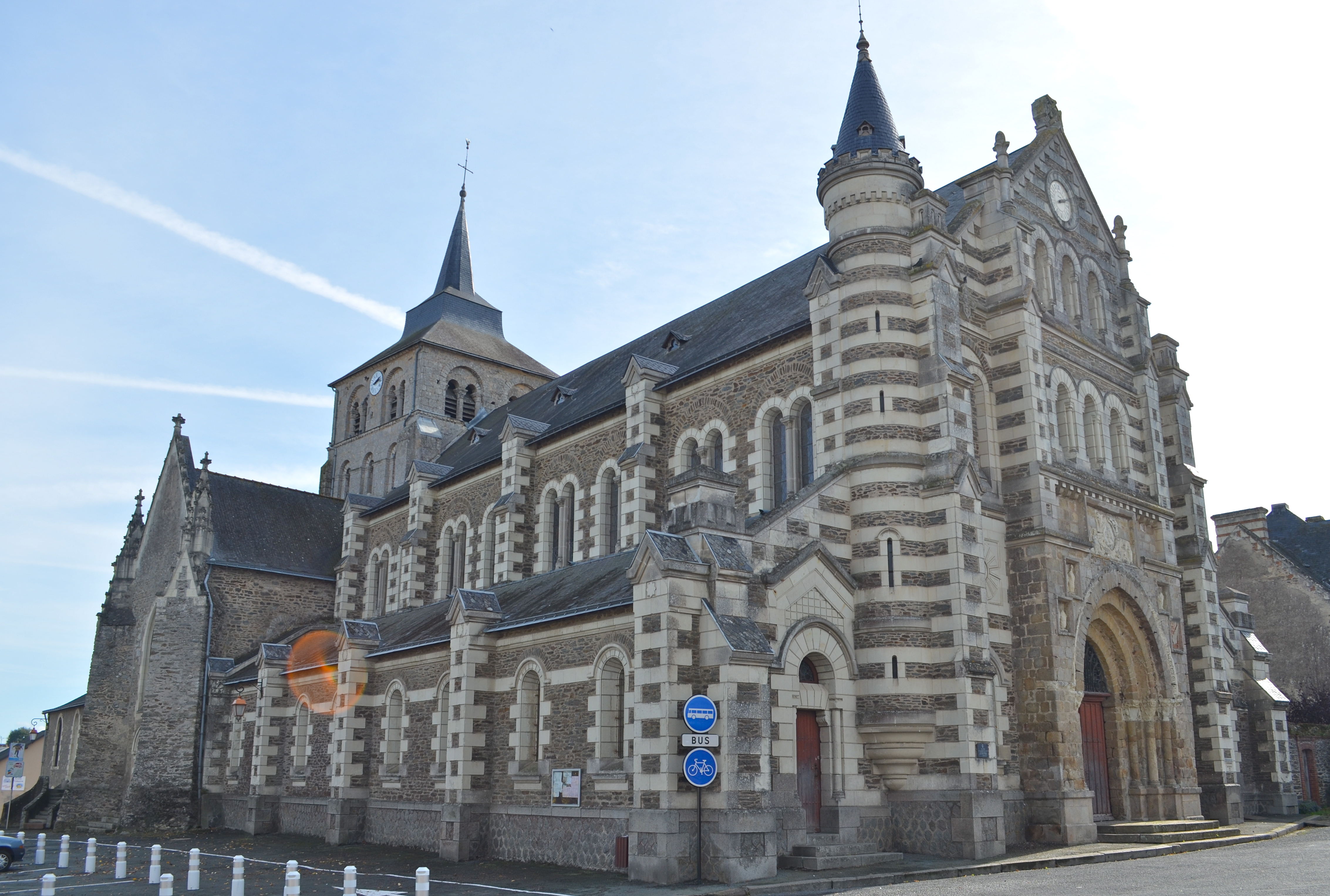
Kirche Saint-Pierre
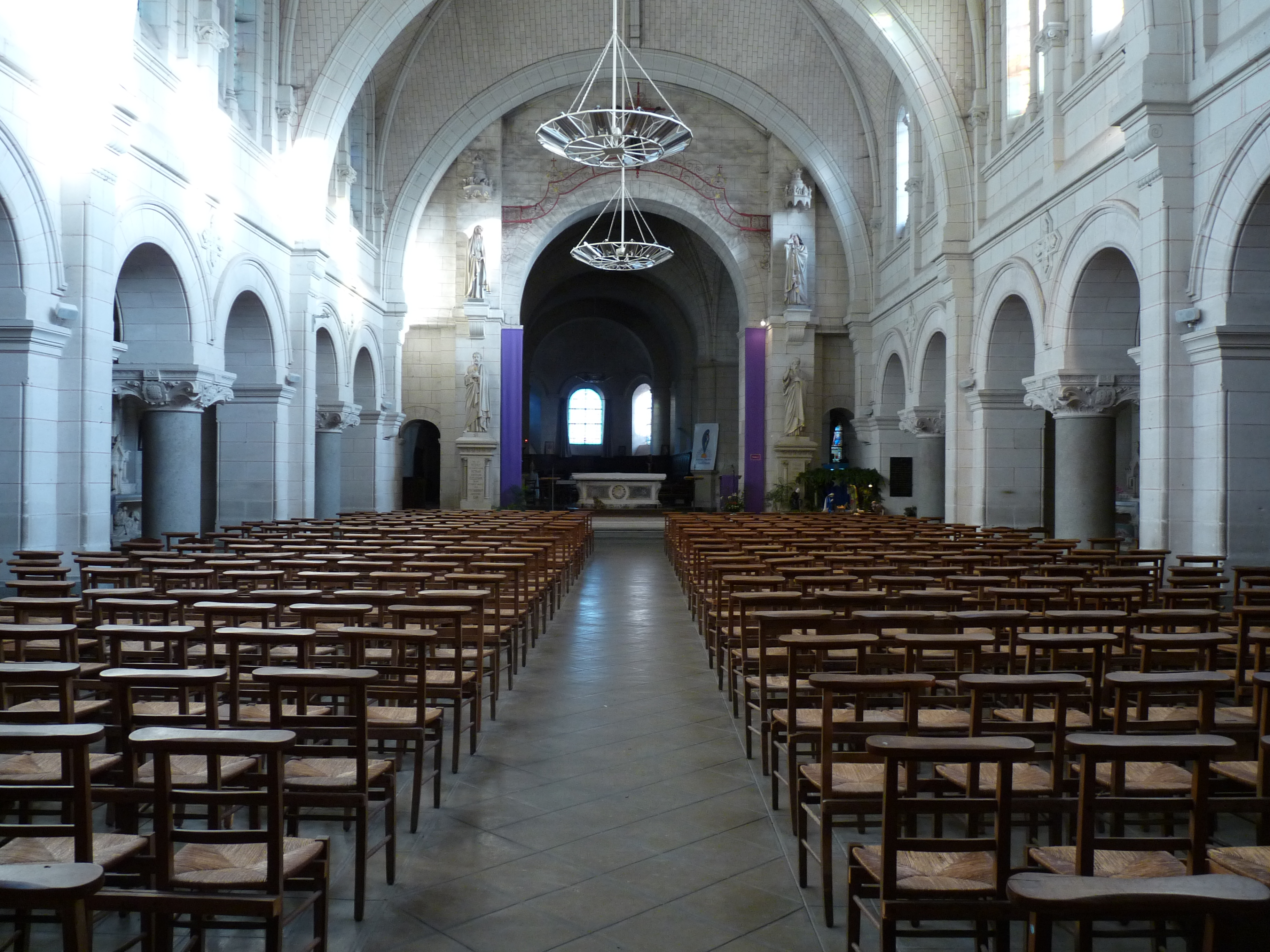
Innenraum
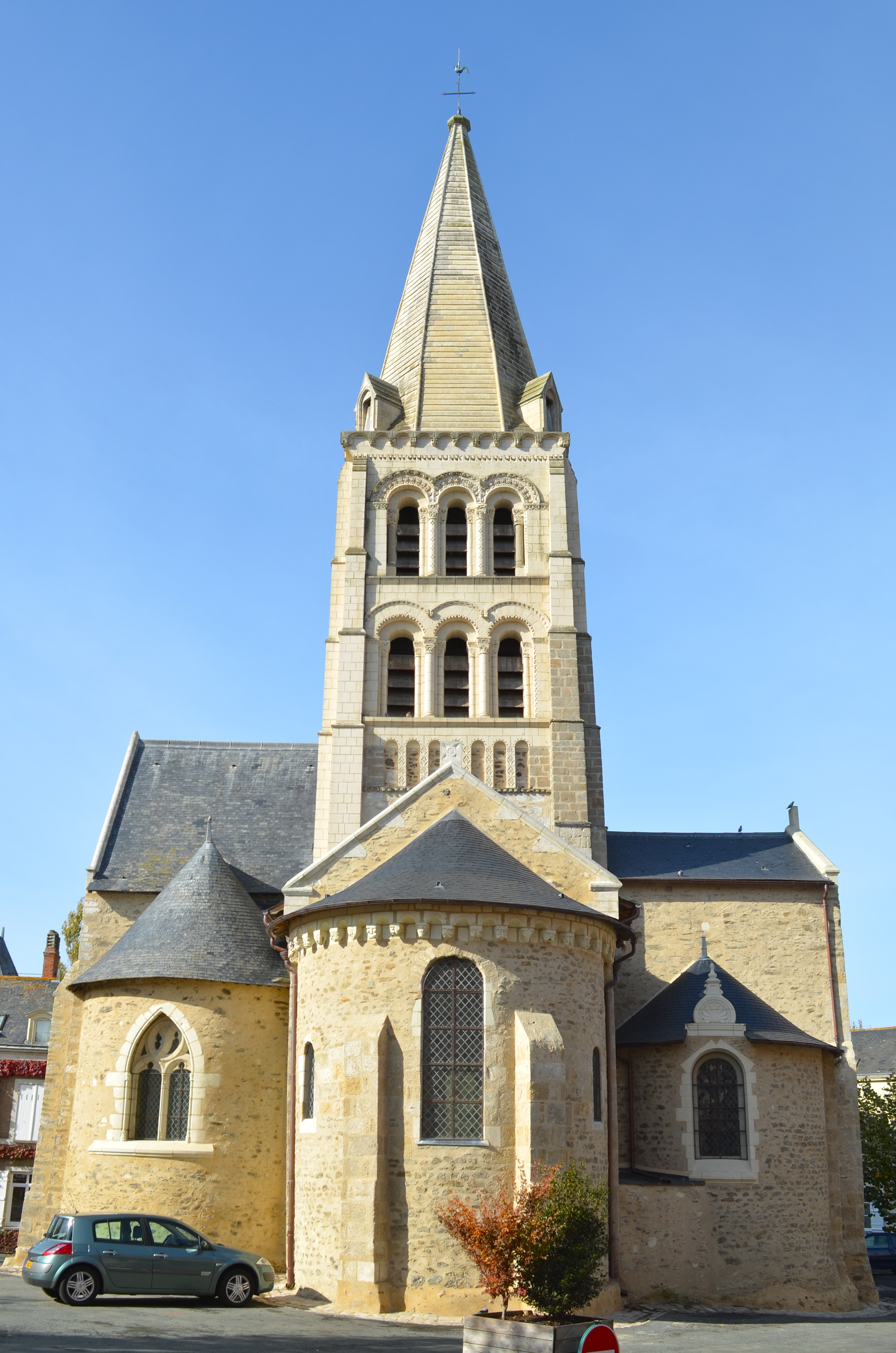
Kirche Notre-Dame
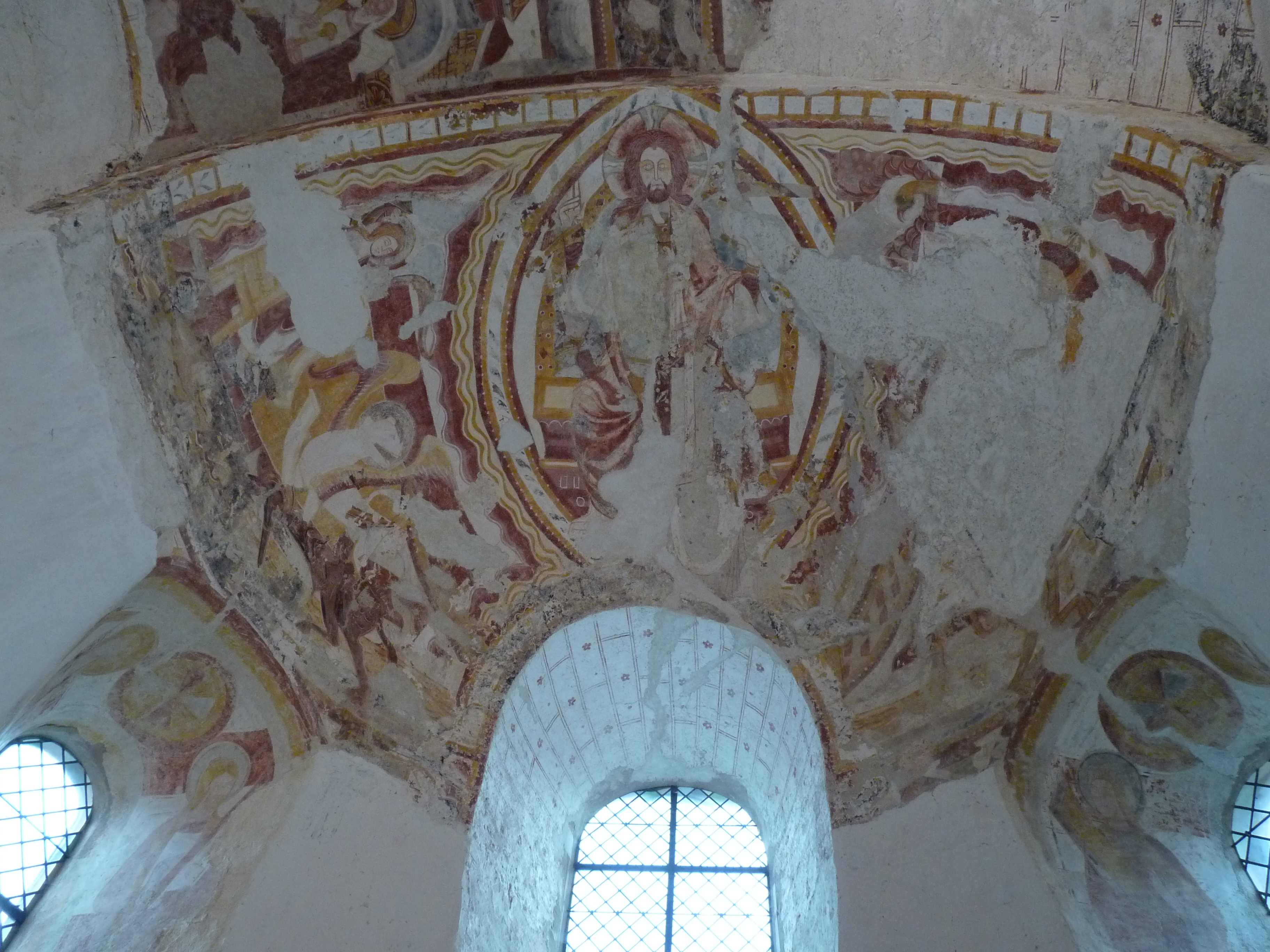
Wandmalerei in der Kirche Notre-Dame
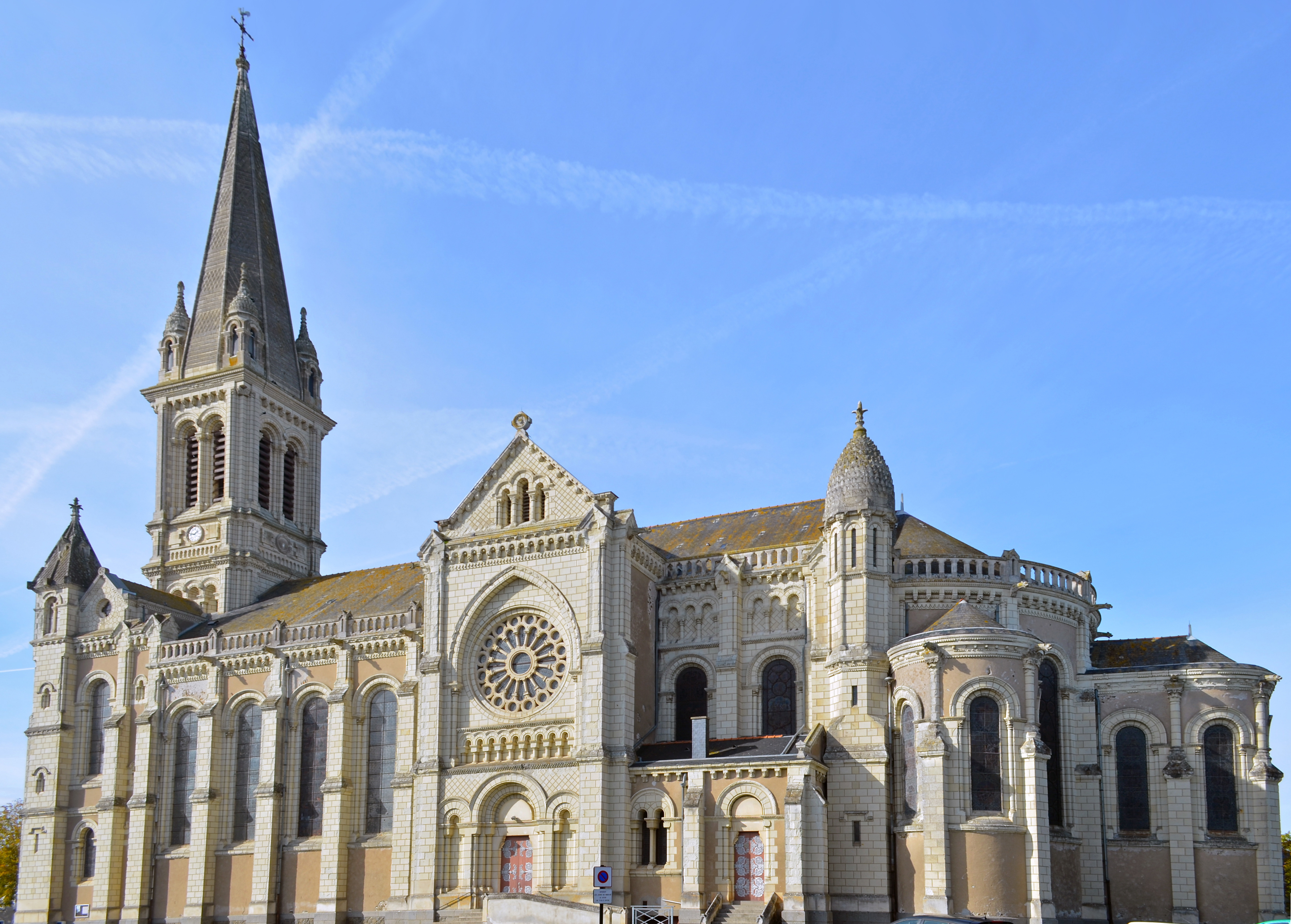
Kirche Notre-Dame la Neuve
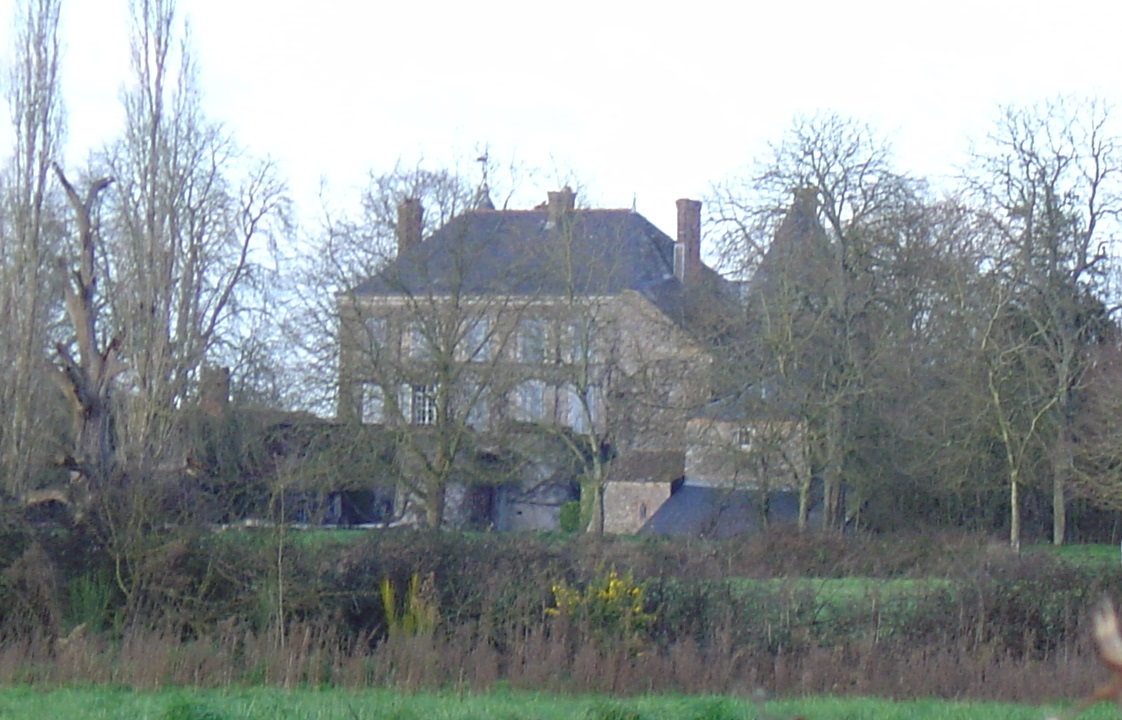
Schloss La Sorinière
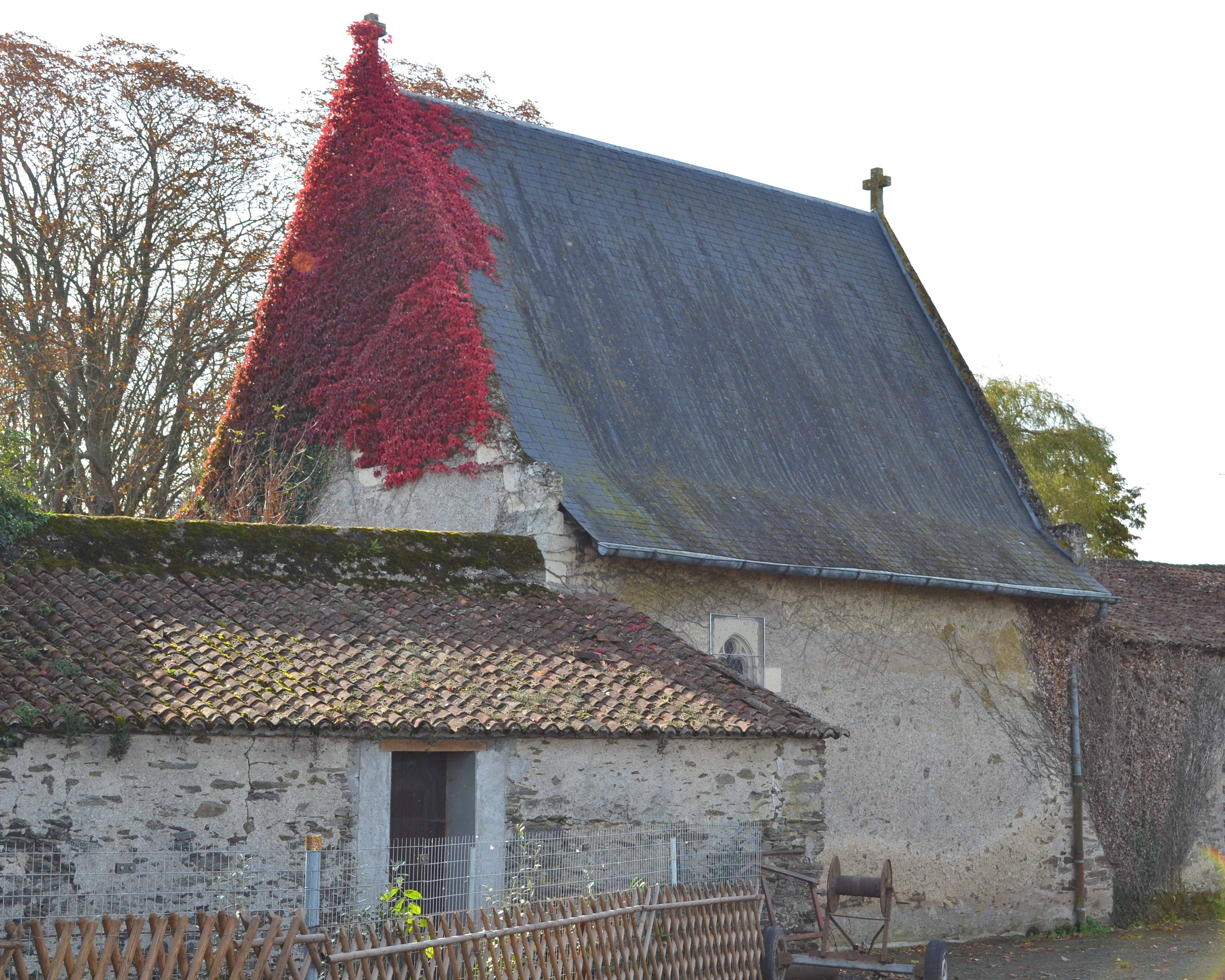
Schlosskapelle La Sorinière

## Persönlichkeiten
- Pétronille de Chemillé, erste Äbtissin von Fontevrault 1115–1149
- Guillaume I. de Chemillé, 1196–1198 Bischof von Avranches und 1197–1202 Bischof von Angers
- Guy de Thouars († 1213 in Chemillé), 1203–1206 Herzog von Bretagne (duc baillistre)
- Jeanne Scépeaux, Gräfin von Chemillé, 1608–1610 Ehefrau von Henri II. de Montmorency.
- Louis-René de Colbert (1699–1750), u. a. Comte de Chemillé (Haus Colbert)
- Louis II. de Bourbon, prince de Condé (1621–1686), Le Grand Condé, u. a. Comte de Chemillé
- Xavier de Gaulle (1887–1955), Ingenieur, Offizier, Widerstandskämpfer, französischer Generalkonsul in der Schweiz, Onkel von Charles de Gaulle, heiratete 1920 in Chemillé Germaine Goudron, Châtelaine du Château de l’Écho
- Georges Perron (1925–2021), römisch-katholischer Bischof von Dschibuti, geboren in Chemillé.
- Jean-Louis Papin (* 1947 in Chemillé), 1999 bis 2023 Bischof von Nancy-Toul.